# Bjergskovranke
Bjergskovranke (Clematis montana), også skrevet Bjerg-Skovranke, er en løvfældende lian. Den klatrer – som de fleste af denne slægt gør – ved hjælp af bladstilkene. Hele planten er giftig. Bjergskovranke har en karakteristisk duft af vanilje i blomsterne.

## Beskrivelse
Barken er først grøn og glat. Senere bliver den furet og lysebrun, og til sidst skaller den af i lange strimler. Knopperne er modsatte, udspærrede, spidse og lysegrønne. Bladene er uligefinnede (eller trekoblede) med kortstilkede, ovale småblade. Bladranden har nogle få, grove tænder eller lapper. Oversiden er blank og mørkegrøn, mens undersiden er lysegrøn. 
Blomsterne, som ses i juni-juli, er samlet i små stande med op til 8 enkeltblomster i bladhjørner og ved skudspidser. De er hvide til rosenrøde. Frugterne er nødder med lange frøhaler. De modner ikke ordentligt i Danmark.
Rodnettet består af nogle få, tykke hovedrødder, der ikke forgrenes særligt meget. 
Højde x bredde og årlig tilvækst: 8 x ? (50 x ? cm/år). Målene kan anvendes ved udplantning.

## Hjemsted
Bjergskovranke gror i regnrige løv- og nåletræskove i Himalaya. Her findes den især på mineralrig skovjord i bryn og lysninger. 
I naturreservatet omkring Jiuzhaigou-dalen findes arten i blandede skove over 3.000 m højde sammen med bl.a. Acanthopanax giraldii (en art af tornaralie), Acer caudatum (en art af Løn), aksnøkketunge, majblomst, kastanjebladet bronzeblad, Lonicera hispida (en art af gedeblad), Philadelphus incanus (en art af pibeved), Ribes glaciale (en art af Ribs), rødbirk, Sorbus discolor (en art af røn), tibetansk lærk, trenervet snerre og ussuribenved

## Sorter
I Danmark kendes bjergskovranke næsten udelukkende gennem sorten 'Rubens', som har særligt intenst lyserøde blomster i stor mængde (se foto i boksen til højre).
| Portal | Portal:Botanik |

## Note
1. ↑  www.danielwinkler.com: Wu Zhengyi: Plant List Of Jiuzhaigou (engelsk)